# Глизе 656
Глизе 656 — звезда в созвездии Жертвенника. Это звезда с большим собственным движением, и, судя по годовому смещению параллакса в 73,41 миллисекунд, она расположена примерно в 44 световых годах от Земли. Звезда слишком тусклая, чтобы её можно было увидеть невооружённым глазом, её видимая звёздная величина составляет 7,4. Звезда удаляется от Земли с лучевой скоростью 9 км/с.
Эта звезда имеет только 68% от массы Солнца и 68% от радиуса Солнца, эффективную температуру 4850 K и спектральный класс K2,5Vk:, что указывает на то, что это оранжевый карлик. (Суффикс «k» указывает на наличие в спектрах особенностей межзвёздного поглощения, а «:» означает наличие некоторой неопредёленности в отношении классификации.) Возраст звезды составляет около 3,2 миллиардов лет, и, по-видимому, она медленно вращается с прогнозируемым вращательным движением со скоростью 0,2 км/с. Звезда излучает 24% от светимости Солнца из своей фотосферы при эффективной температуре 4850 К.
По состоянию на 2005 год известно, что у этой звезды нет планет. Не было обнаружено избыточного инфракрасного излучения, которое указывало бы на присутствие остаточного диска на орбите.